# Кульбашний Сидір Захарович
Си́дір Заха́рович Кульба́шний (*2 (15) травня 1911, Черкаси — †1947, Київ) — Герой Радянського Союзу, в роки радянсько-німецької війни командир кулеметного розрахунку 856-го стрілецького полку (283-тя Гомельська Червонопрапорна стрілецька дивізія, 3-тя армія, 2-й Білоруський фронт), старший сержант.

## Біографія
Народився 2 (15) травня 1911 року в місті Черкаси (Україна) в сім'ї робітника. Українець. У Червоній Армії і на фронті з червня 1941 року.
4 серпня 1944 року при форсуванні річки Нарев біля села Вулька (20 кілометрів на південний захід від міста Білосток, Польща) під покривом ночі непомітно подолав болотисту місцевість і, коли рота почала форсувати річку, — раптово відкрив вогонь по гітлерівцях. Рота успішно форсувала річку і увірвалася в траншеї ворога. У цьому бою Кульбашний знищив 20 фашистських солдатів, захопив 3 кулемети і 15 гвинтівок.
Указом Президії Верховної Ради СРСР від 24 березня 1945 року за мужність, відвагу і героїзм, виявлені в боротьбі з німецько-фашистськими загарбниками, старший сержант Кульбашний Сидір Захарович удостоєний звання Героя Радянського Союзу.
Після війни демобілізований. Жив у Києві. Помер у 1947 році.

## Нагороди
Нагороджений орденами Леніна, Червоної Зірки, медаллю «За відвагу».